# Emsbüren
Emsbüren – gmina samodzielna (niem. Einheitsgemeinde) w Niemczech, w kraju związkowym Dolna Saksonia, w powiecie Emsland.

## Geografia
Gmina Emsbüren położona jest nad rzeką Ems, na południe od miasta Lingen (Ems).

## Dzielnice
Miejscowości należące do gminy:
| 1. Ahlde 2. Berge 3. Elbergen 4. Emsbüren 5. Gleesen 6. Leschede 7. Listrup 8. Mehringen |

## Współpraca
- Losser, Holandia